# Bidania-Goiatz
Bidania-Goiatz (baskiska: Bidegoian) är en kommun i Spanien.   Den ligger i Gipuzkoaprovinsen i den autonoma regionen Baskien i norra delen av landet, 300 km norr om huvudstaden Madrid. Antalet invånare är 532 (2024).